# Oberschönegg
Oberschönegg – miejscowość i gmina w Niemczech, w kraju związkowym Bawaria, w rejencji Szwabia, w regionie Donau-Iller, w powiecie Unterallgäu, wchodzi w skład wspólnoty administracyjnej Babenhausen. Leży w Szwabii, około 15 km na północny zachód od Mindelheimu, nad rzeką Günz.

## Dzielnice
W skład gminy wchodzą następujące dzielnice:
Oberschönegg, Dietershofen bei Babenhausen i Weinried.

## Demografia
| Rok  | Liczba mieszk. |
| ---- | -------------- |
| 1970 | 941            |
| 1987 | 865            |
| 2000 | 950            |

## Polityka
Wójtem gminy jest Günther Fuchs, rada gminy składa się z 8 osób.
|      | Wählervereinigung | Wählergemeinschaft Weinried | Freie Wählervereinigung Dietershofen | Razem |
| 2008 | 3                 | 3                           | 2                                    | 8     |
| 2002 | 3                 | 3                           | 2                                    | 8     |

## Oświata
W gminie znajduje się przedszkole.